# 岛根中央女子短期大学
岛根中央女子短期大学（日语：／ Shimane Chūō Joshi Tanki Daigaku *）是过去一所位于日本岛根县江津市的私立短期大学。

## 概要

### 简介
- 学校最早可以追溯到1907年[1]。短期大学为于1968年开办[1]、由学校法人江之川学园经营、招生到于1983年、停办于1994年[2]。

### 历史
- 1968年 江之川学园短期大学成立并同时设置一个学科即家政科。
- 1969年 家政科分离为两个专攻、以下列举。
  - 家政专攻
  - 食物营养专攻
- 1971年 改校名岛根中央女子短期大学。
- 1983年 最后一年招生、次年停止招生（正式停办于1994年12月21日[2]）。

## 学校环境
- 校区：在了岛根县江津市[注 1]

## 历任校长
- 小笠原宣秀：第一代短期大学校长[3]。
- 谷泽忠彦：最后现在短期大学校长[4]。

## 组织

### 学科
- 家政科
  - 家政专攻
  - 食物营养专攻

### 专科
| - 没有 |

### 业余课程
| - 没有 |

## 相关链接
- 日本短期大学列表